# Ercheia subsignata
Ercheia subsignata är en fjärilsart som beskrevs av Walker 1865. Ercheia subsignata ingår i släktet Ercheia och familjen nattflyn. Inga underarter finns listade i Catalogue of Life.